# موزه تاریخ شآنشی
موره تاریخی شانشی که در شمالغرب غول وحشی پاگودا در شهر باستانی شی‌آن، در استان شاآنشی چین است یکی از اولین موزه‌ها با امکانات مدرن و یکی از  بزرگترین در چین می‌باشد. موزه دارای بیش از ۳۷۰۰۰۰ اقلام شامل بر نقاشی‌های دیواری، نقاشی سفال و سکه و همچنین اشیاء برنز و طلا و نقره می‌باشد. این موزه مدرن بین سال‌های ۱۹۸۳ تا ۲۰۰۱ ساخته شده و معماری آن یادآور سبک معماری سلسله تانگ است.

## تاریخچه

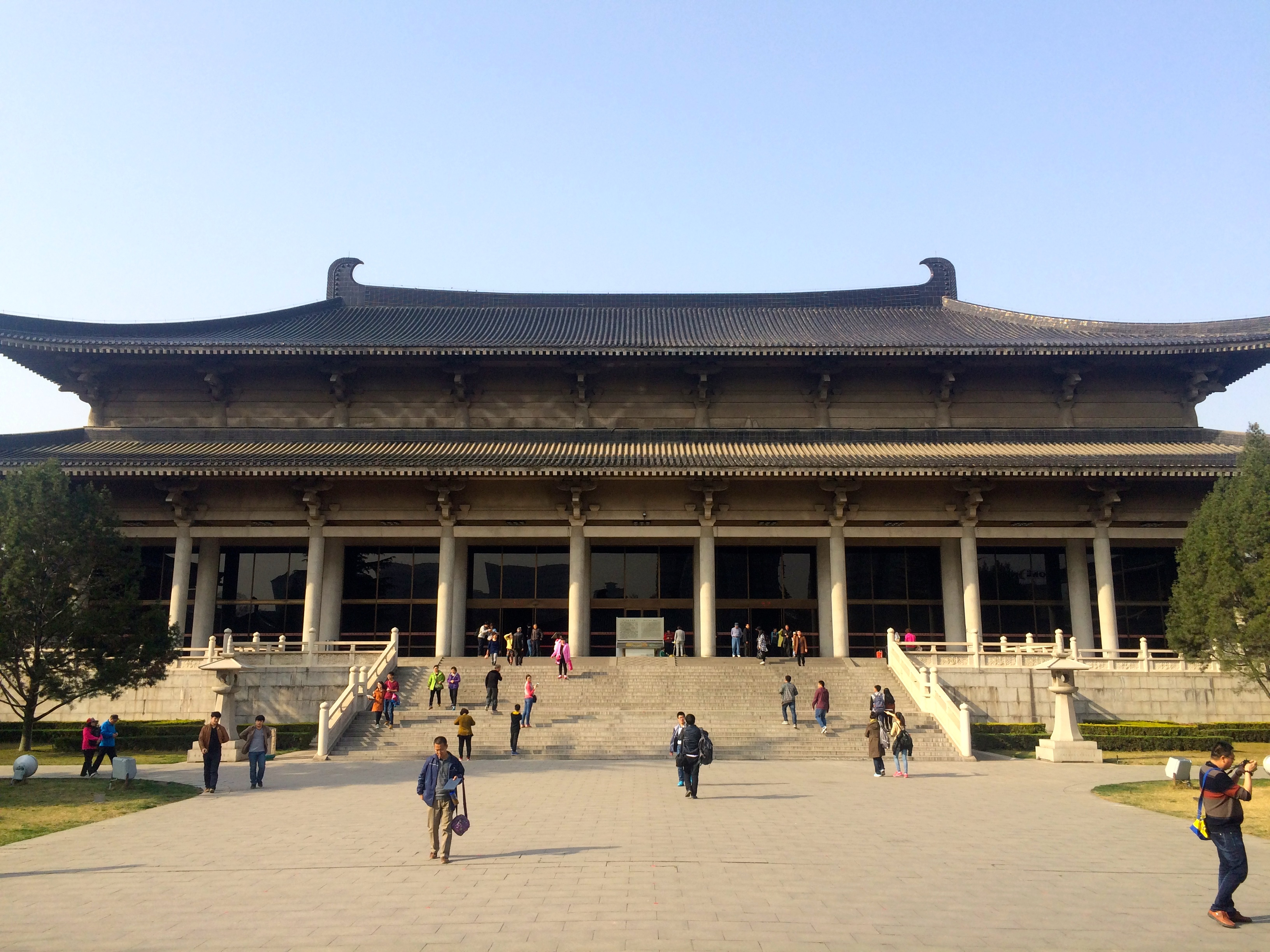
سالن اصلی موزه

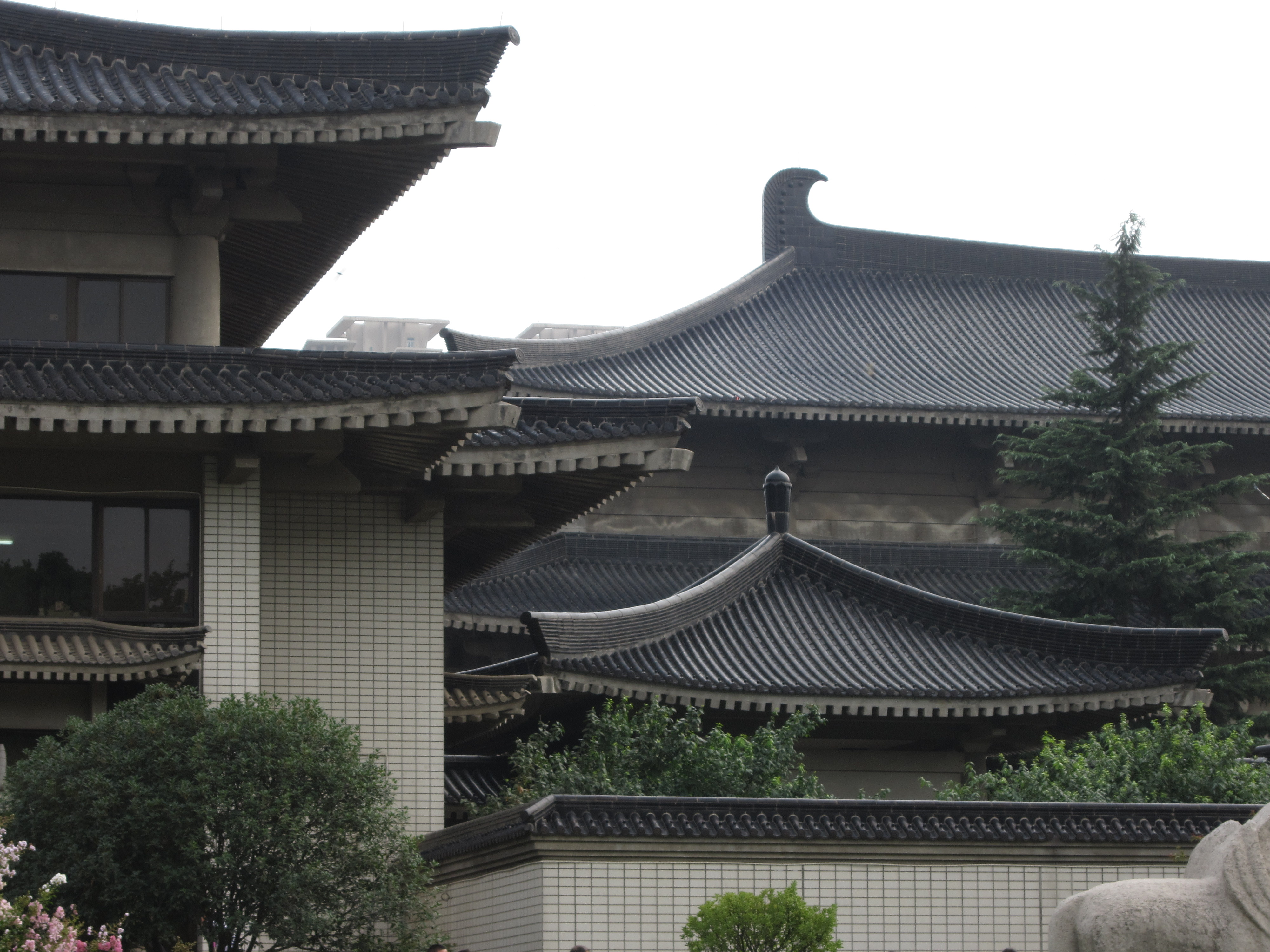
جزئیات معماری

موزه شانشی از سال ۱۹۸۳ شروع به ساخت شد و برای نخستین بار در ۲۰ ژوئن ۱۹۹۱ بر روی عموم باز شد. مساحت موزه در حدود ۶۵۰۰۰ متر مربع است. با زیر ساخت بنای ۵۵۶۰۰ متر مربع و فضای نگهداری آثار فرهنگی به متراژ ۸۰۰۰ متر مربع و فضای نمایگاهی ۱۱ هزار متر مربع و کلکسیونی از ۳۷۰ هزار اثر می‌باشد.

## نگارخانه

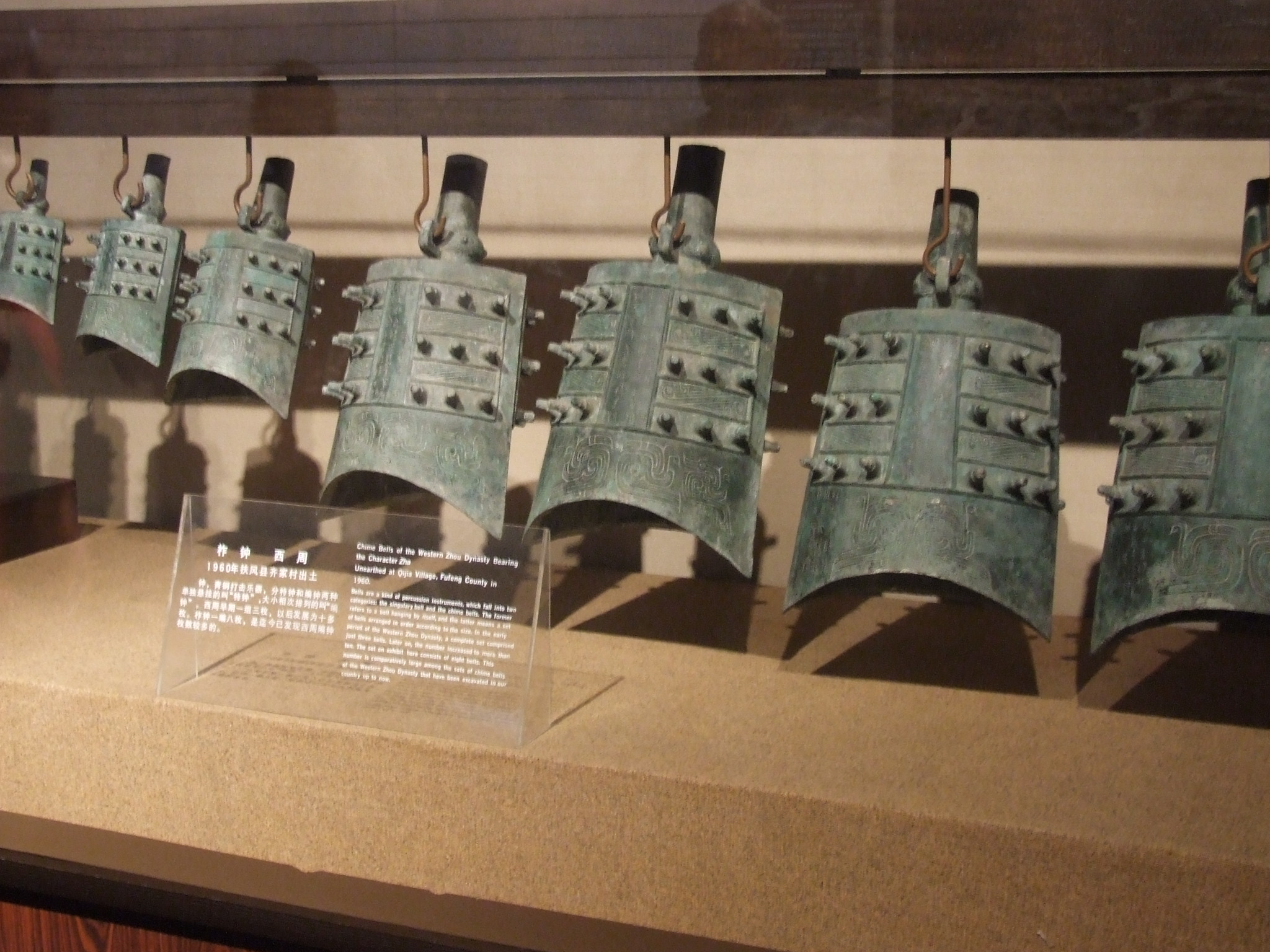
بیانژونگ‌های برنزی سلسله ژو
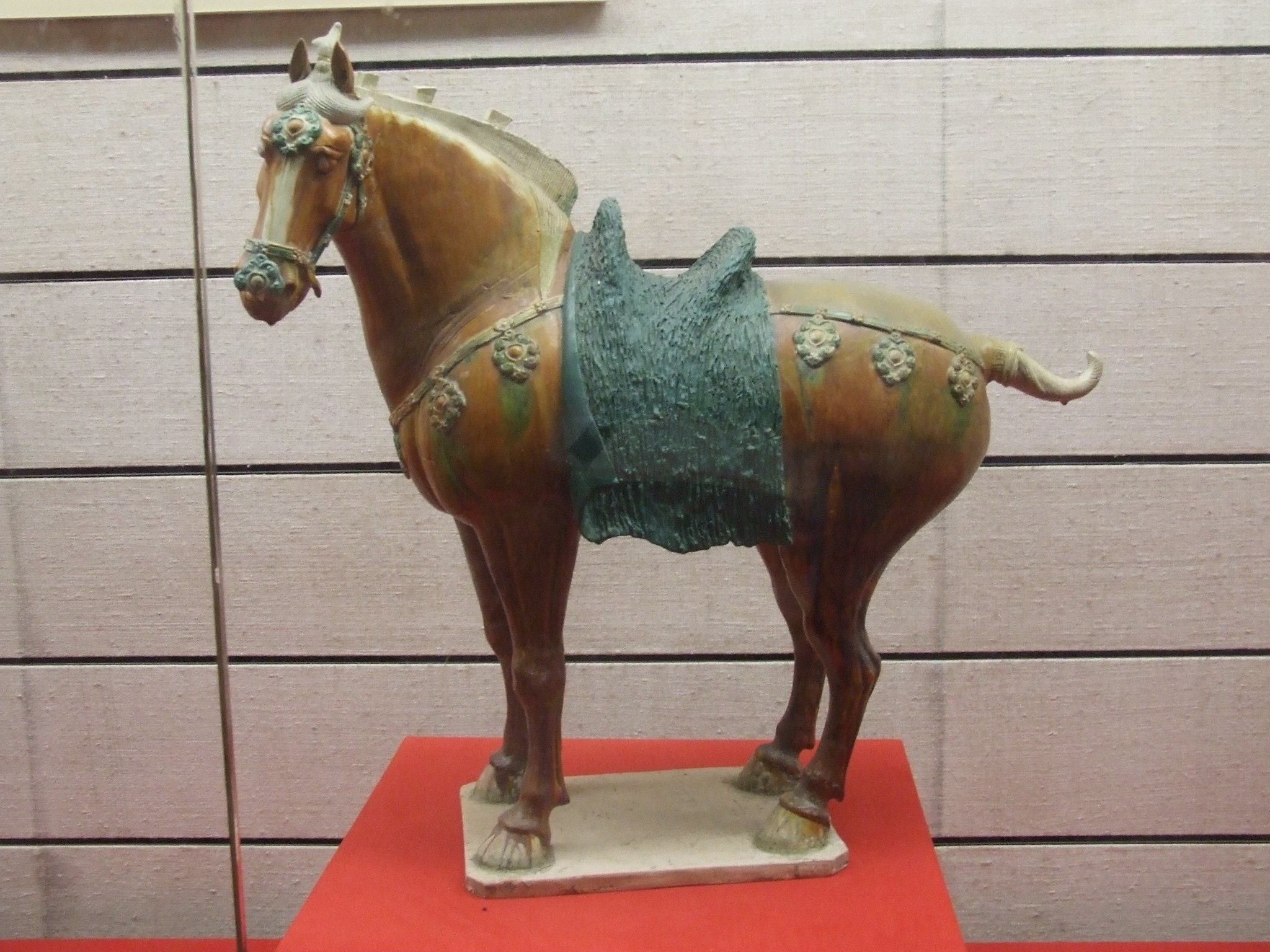
اسب سرامیکی تانگ سانچای
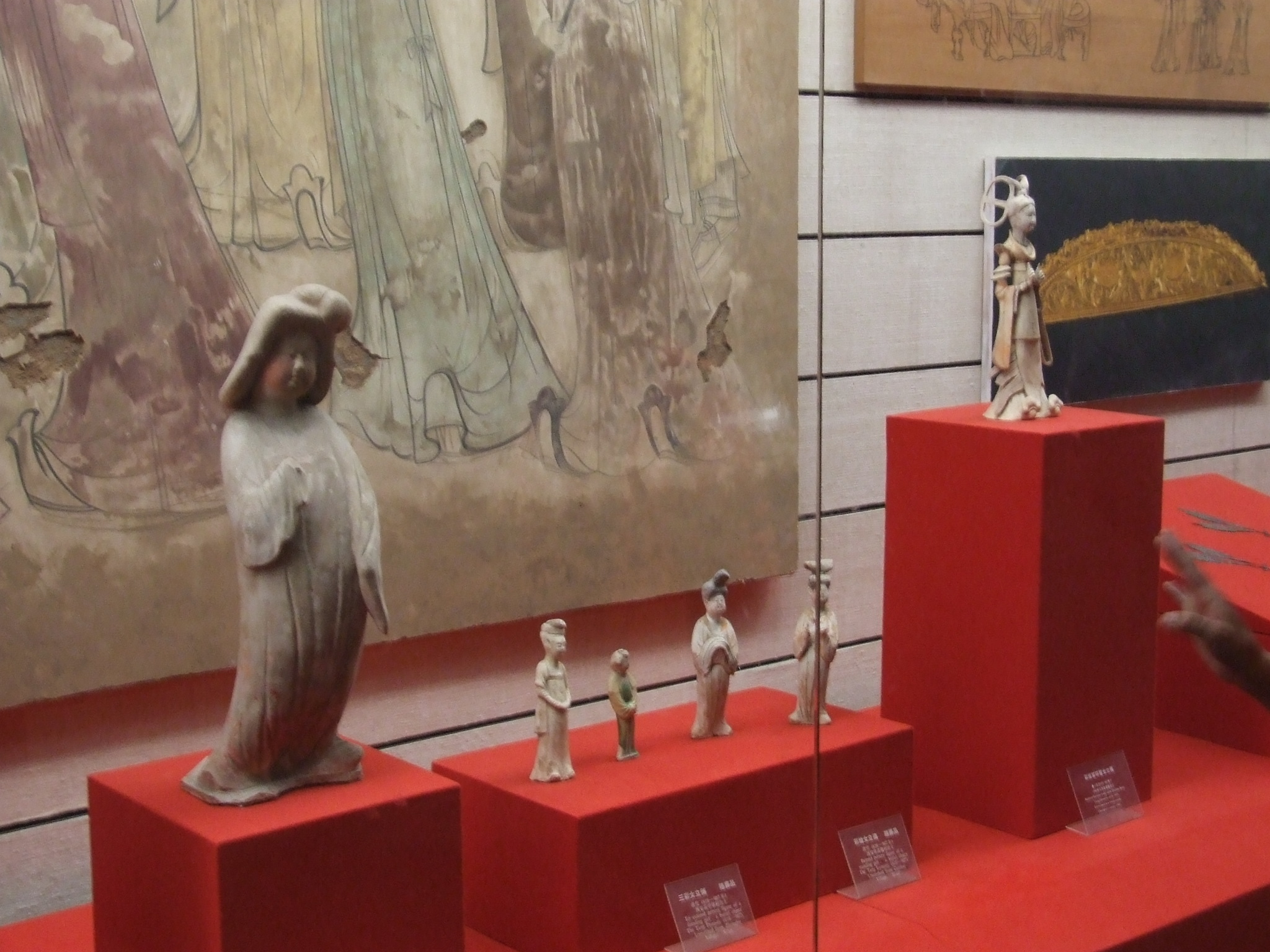
مجسمه‌های زن تراکوتا
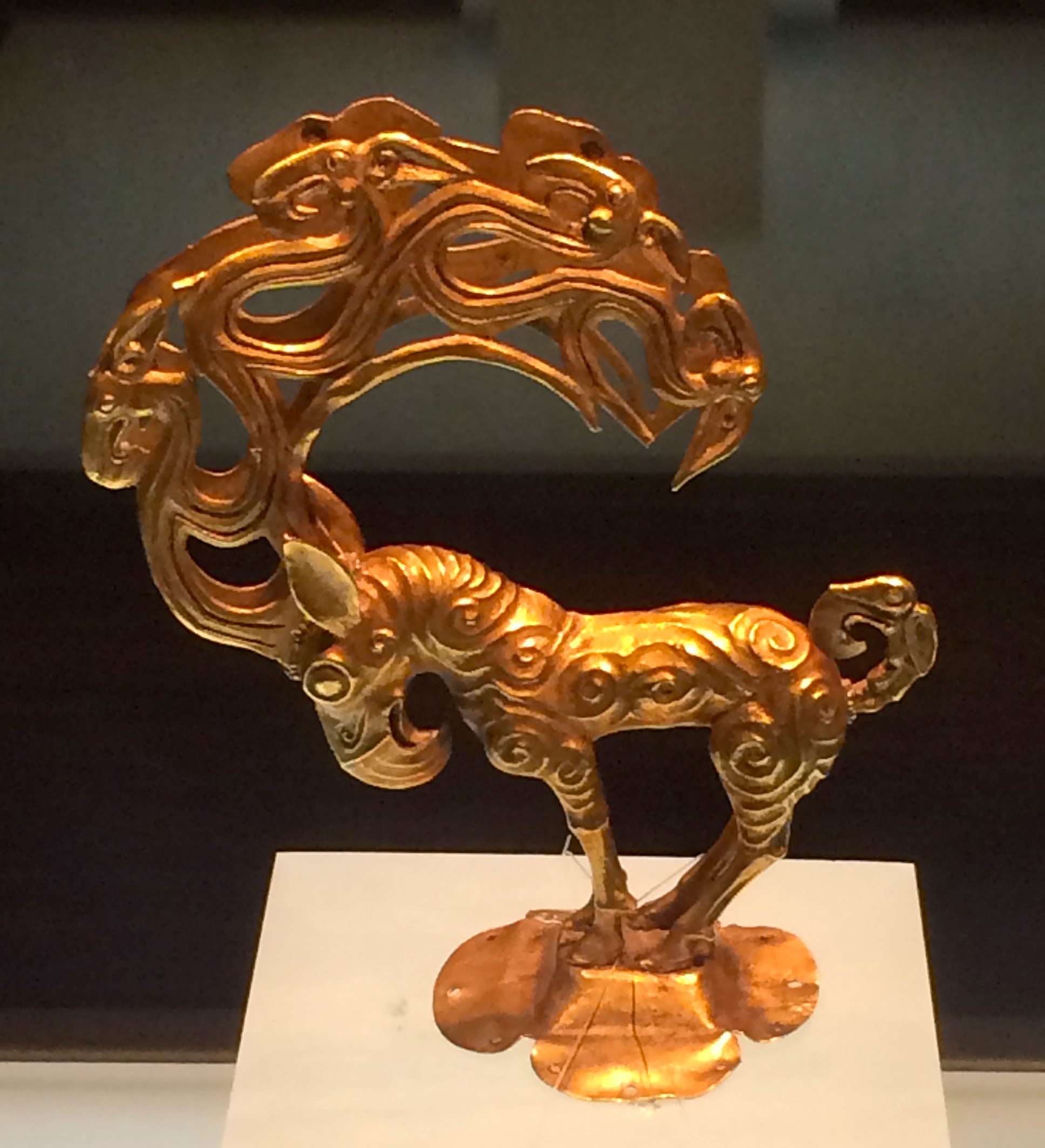
اژدهای طلایی از سلسله هان
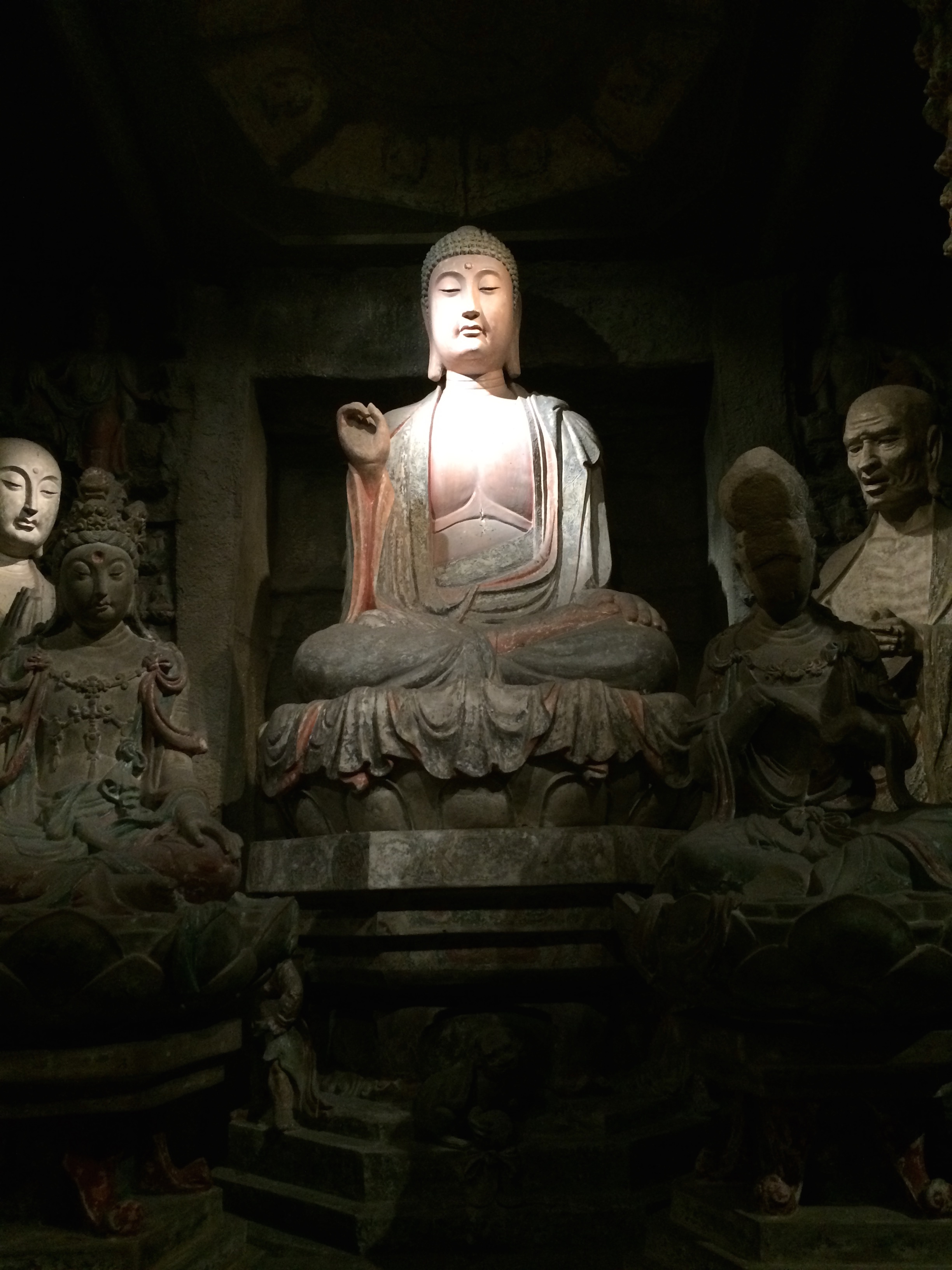
مجسمه‌هایی از غول‌های ژانگشوان (钟山石窟)
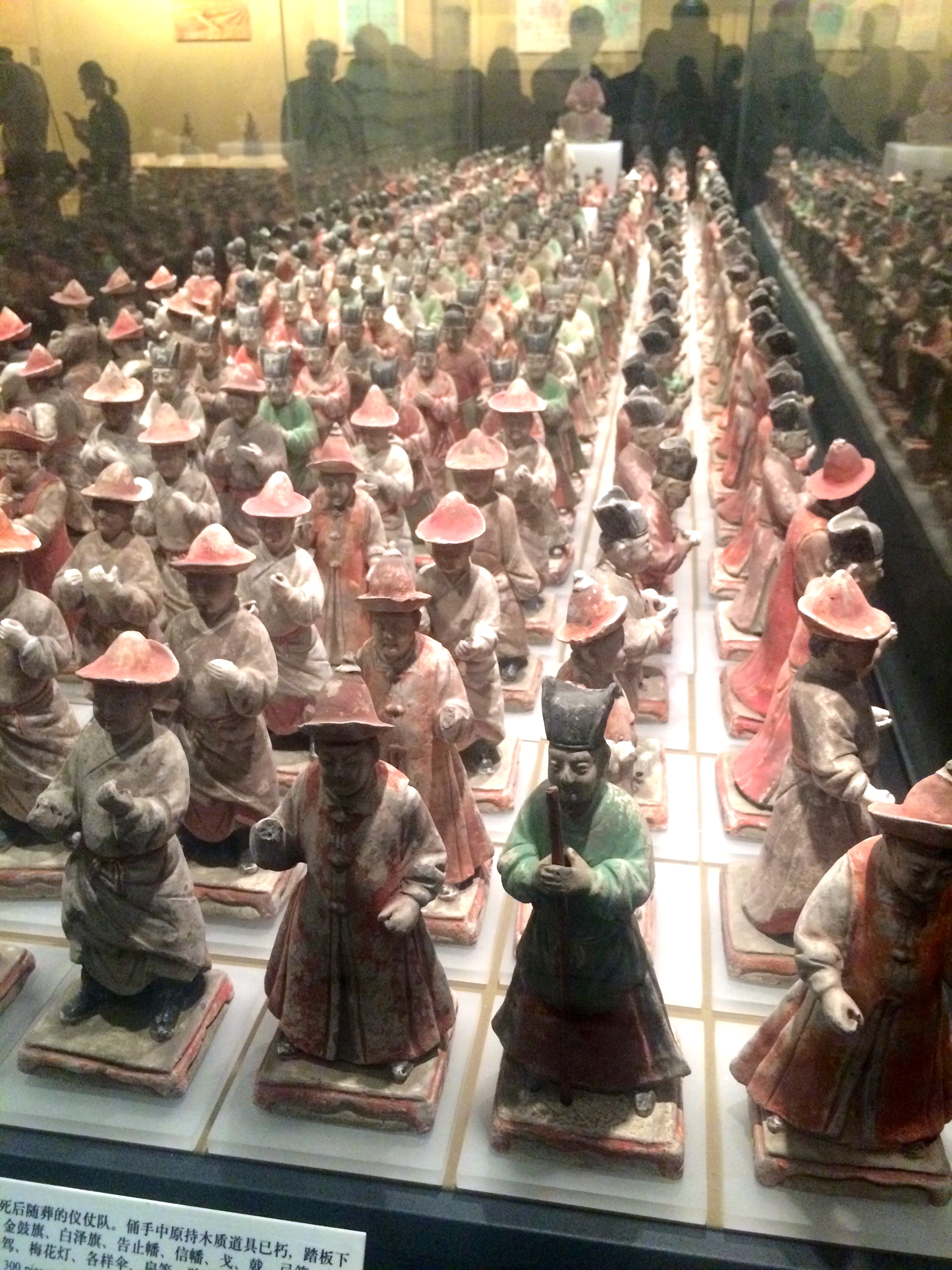
مجسمه‌های رنگ شده تشیع جنازه شاهزاده قینجیان از سلسله مینگ
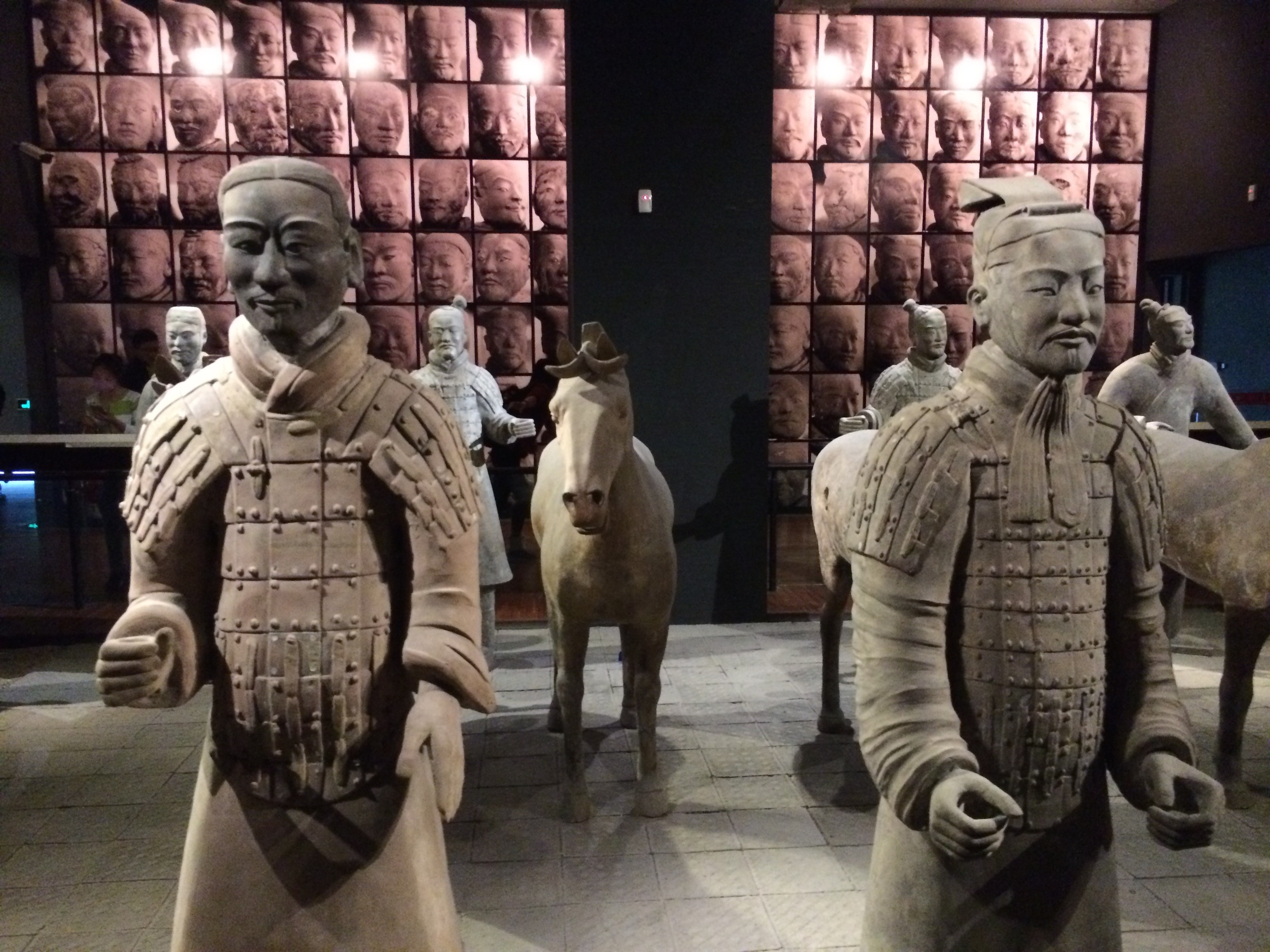
سربازان ارتش تراکوتا
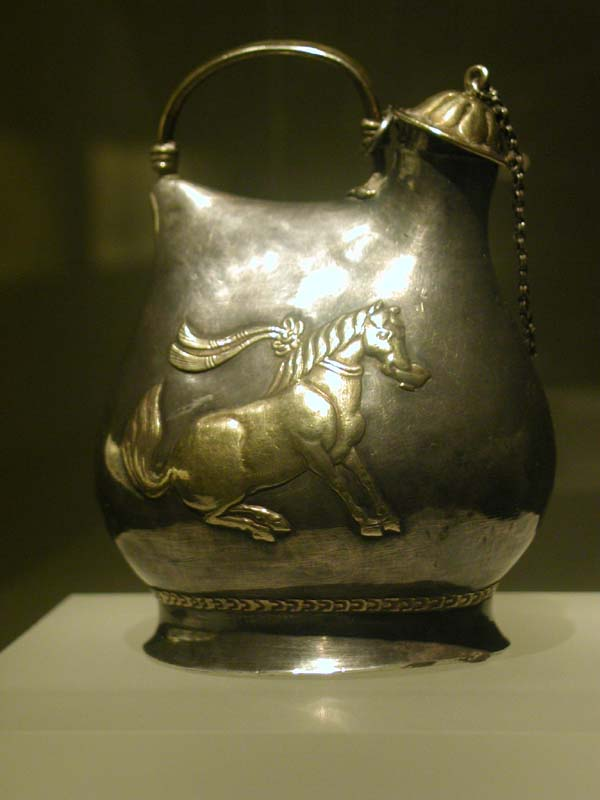
Gilt silver jar with patterns of dancing horses, from the Tang Dynasty
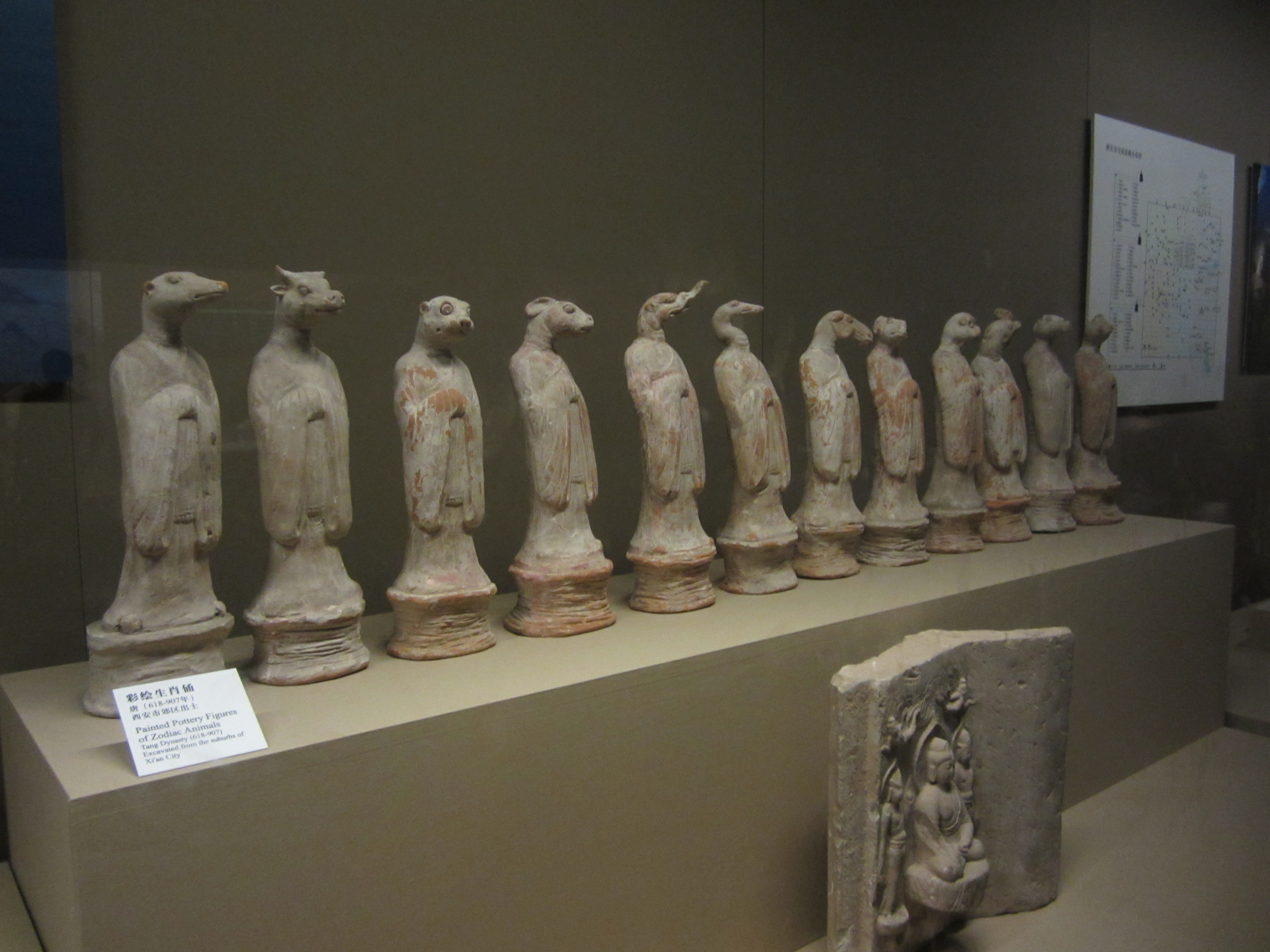
Sculptures of the twelve Chinese zodiac figures, from the Tang Dynasty
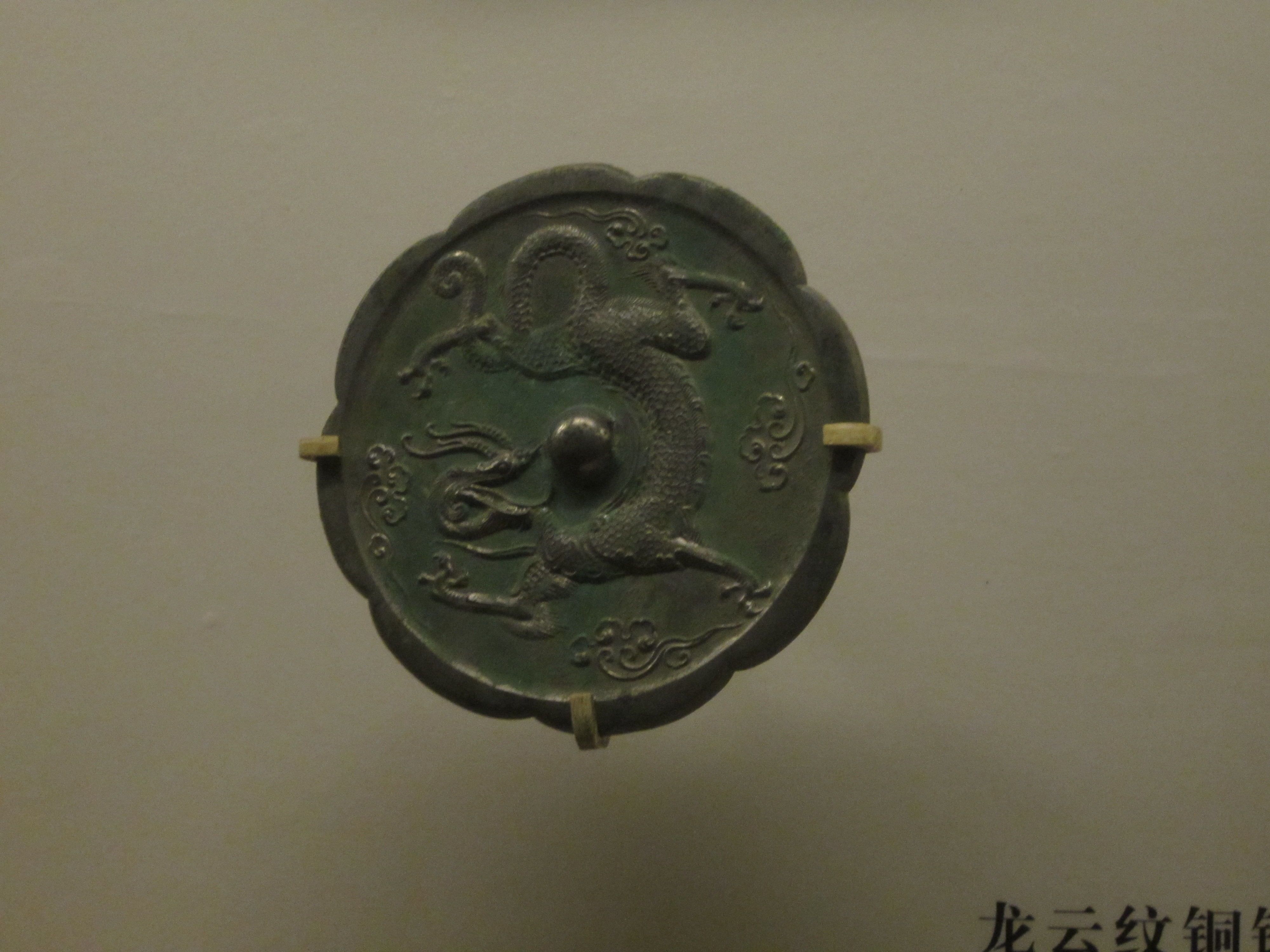
The back of a Tang Dynasty bronze mirror
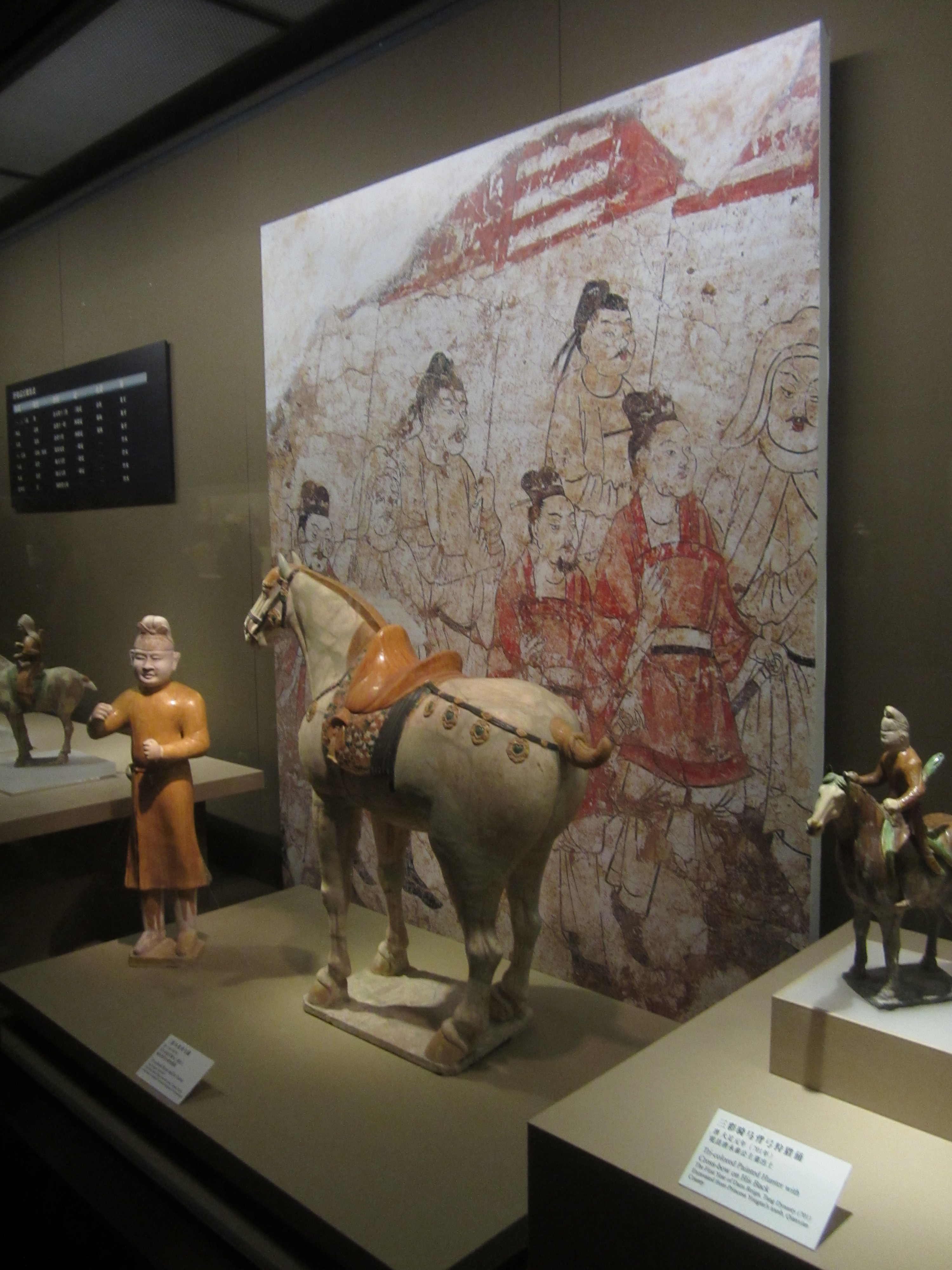
Tang Sancai figures
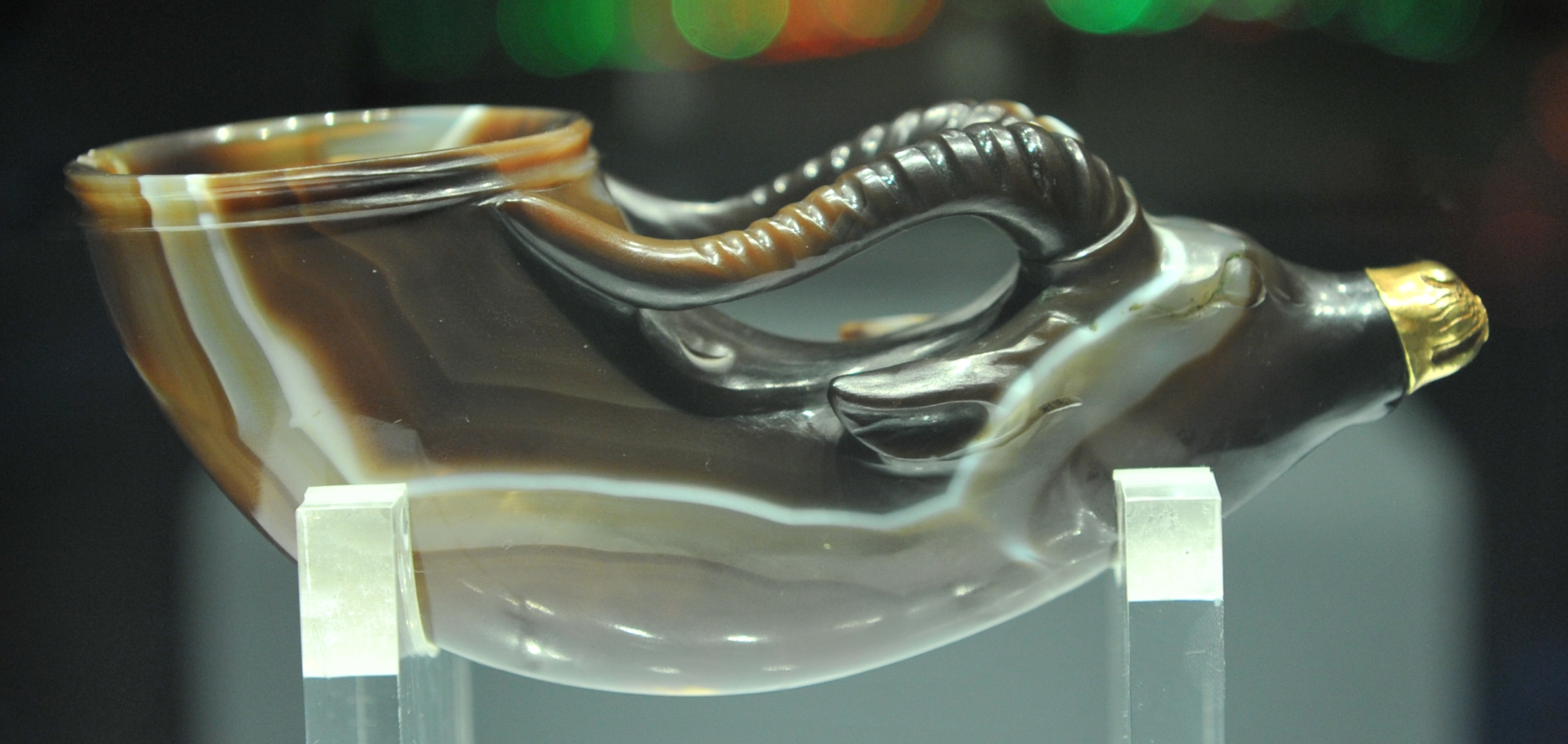
An agate cup shaped in an animal head, from the Tang Dynasty